# Guerstling
Guerstling és un municipi francès, situat al departament del Mosel·la i a la regió del Gran Est. L'any 2007 tenia 366 habitants.

## Demografia

### Població
El 2007 la població de fet de Guerstling era de 366 persones. Hi havia 146 famílies, de les quals 32 eren unipersonals (12 homes vivint sols i 20 dones vivint soles), 57 parelles sense fills, 53 parelles amb fills i 4 famílies monoparentals amb fills.
La població ha evolucionat segons el següent gràfic:
Habitants censats

### Habitatges
El 2007 hi havia 224 habitatges, 150 eren l'habitatge principal de la família, 65 eren segones residències i 8 estaven desocupats. 203 eren cases i 21 eren apartaments. Dels 150 habitatges principals, 124 estaven ocupats pels seus propietaris, 20 estaven llogats i ocupats pels llogaters i 6 estaven cedits a títol gratuït; 8 tenien dues cambres, 17 en tenien tres, 18 en tenien quatre i 107 en tenien cinc o més. 129 habitatges disposaven pel capbaix d'una plaça de pàrquing. A 56 habitatges hi havia un automòbil i a 80 n'hi havia dos o més.

### Piràmide de població
La piràmide de població per edats i sexe el 2009 era:
| Homes | Edats   | Dones |
| ----- | ------- | ----- |
| 0     | 95 o +  | 0     |
| 0     | 90 a 94 | 0     |
| 0     | 85 a 89 | 0     |
| 0     | 80 a 84 | 4     |
| 8     | 75 a 79 | 8     |
| 16    | 70 a 74 | 8     |
| 16    | 65 a 69 | 4     |
| 4     | 60 a 64 | 16    |
| 20    | 55 a 59 | 20    |
| 12    | 50 a 54 | 16    |
| 16    | 45 a 49 | 8     |
| 16    | 40 a 44 | 8     |
| 12    | 35 a 39 | 20    |
| 8     | 30 a 34 | 8     |
| 12    | 25 a 29 | 12    |
| 12    | 20 a 24 | 4     |
| 12    | 15 a 19 | 0     |
| 8     | 10 a 14 | 8     |
| 4     | 5 a 9   | 0     |
| 4     | 0 a 4   | 4     |

## Economia
El 2007 la població en edat de treballar era de 246 persones, 172 eren actives i 74 eren inactives. De les 172 persones actives 157 estaven ocupades (94 homes i 63 dones) i 15 estaven aturades (6 homes i 9 dones). De les 74 persones inactives 19 estaven jubilades, 15 estaven estudiant i 40 estaven classificades com a «altres inactius».

### Ingressos
El 2009 a Guerstling hi havia 166 unitats fiscals que integraven 393 persones, la mediana anual d'ingressos fiscals per persona era de 20.476 €.

### Activitats econòmiques
Dels 5 establiments que hi havia el 2007, 1 era d'una empresa de fabricació de material elèctric, 1 d'una empresa de construcció, 1 d'una empresa de comerç i reparació d'automòbils i 2 d'empreses de serveis.
L'any 2000 a Guerstling hi havia 6 explotacions agrícoles.

## Equipaments sanitaris i escolars
El 2009 hi havia una escola elemental.

## Poblacions més properes
El següent diagrama mostra les poblacions més properes.